# Ngreden
Ngreden is een bestuurslaag in het regentschap Klaten van de provincie Midden-Java, Indonesië. Ngreden telt 2942 inwoners (volkstelling 2010).